# Volframova elektroda
Volframova elektroda je tip elektrode, ki se uporablja pri varjenju TIG. Volfram ali tungsten je kemični element, ki je po svoji sestavi izjemno trd. Z vidika varjenja se uporablja za izdelavo netaljive elektrode, ki se s pridom uporablja pri TIG varjenju. Varilci pa lahko izbirajo med čistimi volfram elektrodami ali tistimi s primesjo različnih snovi, ki doprinašajo varilnemu procesu v določenih pogojih določene prednosti.
Zelene volfram elektrode s čistim volframom
Zelene volfram elektrode vsebujejo 99,5 odstotkov čistega volframa in imajo najvišjo porabo v primerjavi z ostalimi tipi elektrod. Pri segrevanju zelenih volfram elektrod se ustvari čista zaobljena konica, ki zagotavlja odlične rezultate pri AC varjenju. Odlikujejo jih stabilen varilni oblok in se najpogosteje uporabljajo pri varjenju aluminija in magnezija. Za DC varjenje se običajno ne uporabljajo.
Rdeče volfram elektrode s 97,3 % volframa in 1,8 – 2,2 % torija
Rdeče volfram elektrode so v pretekosti najbolj uporabljene elektrode. Odlikujejo jih preprosta uporaba, vsestranskost in dolga življenjska doba. S torijem se elektrodam izboljša vzpostavitev obloka in omogoča višji tok varjenja. Ker varjenje poteka pri veliko nižji temperaturi, kot pa je talilna točka elementov je življenjska doba elektrod občutno daljša. V primerjavi z drugimi elektrodami rdeče volfram elektrode deponirajo manj volframa v zvar kar povečuje čistost samega vara. Z razpršenostjo torija po celotni elektrodi se slednji poveča trdnost in ohranja ostrino same konice.
Opomba: Torij je radioaktive, tako da je pri uporabi potrebno upoštevanje navodil proizvajalca.
Zlata volfram elektroda (97,8 odstotka volframa in 1,3 – 1,7 odstotka Lantana)
Zlate volfram elektrode imajo nekatere neprekosljive lastnosti pri TIG varjenju. Imajo odlične rezultate pri vzpostavitvi varilnega obloka, nizko stopnjo odgorevanja, visoko stabilnost obloka in odlične lastnostni pri ponovnem vžigu obloka. Z 1,3 – 1,7 % Lantana so odlična zamenjava za rdeče elektrode s torijem, saj imajo podobne lastnosti glede prevodnosti. Z zlatimi volfram elektrodami boste optimizirali varilni proces, saj se lahko uporabljajo tako za AC kot tudi DC varjenje. Lantan ohranja konico elektrode ostro, kar se pozna v odličnih rezultatih pir varjenju rosfraja in jekla. Prav tako pa se lahko uporabljajo tudi za varjenje aluminija, titana, bakra, niklja in magnezija.
Sive volfram elektrode z 98 odstotka volframa in 2 odstotka cerijevega oksida)
Sive volfram elektrode se lahko uporabljajo tako za AC, kot DC varilni postopek. Pri slednjem zagotavlja odlične rezultate pri nižjem varilnem toku. Zagotavljajo dobre rezultate pri varjenju karbona, rosfraja, niklja, bakra in titana. Odlične so tudi za nekatere manjše in bolj delikatne zvare.
Modre volfram elektrode z 98 odstotka volframa in 2 odstotka lantanovega oksida
Modre volfram elektrode zagotavljajo podobne rezultate kot rdeče elektrode. Enostaven in hiter vžig obloka, stabilen oblok in dolga življenjska doba so glavne prednosti modrih elektrod. Primerne so tako za AC kot DC varjenje visoko in nizko legiranega jekla, aluminija, titana, bakra, niklja in magnezija. Odlične lastnosti pri vžigu omogočajo uporabo elektrod tudi za namene avtomatskega varjenja.
Priprava elektrode
Po izbiri ustrezne volfram elektrode za varjenje jo je potrebno ustrezno pripraviti na TIG postopek varjenja. Na izbiro so tri vrste priprave, zaobljena, ošiljena in odbrušena. Zaobljena konica se uporablja predvsem pri AC varilnem procesu. Premer zaobljene konice ne sme presegati 1,5 kratnik premera elektrode. Ošiljena volfram elektroda se uporablja tako pri AC kot DC varilnem procesu. Konico elektrode se ošili na dolžino največ 2,5 kratnik premera elektrode.Odbrušena konica volfram elektrode se uporablja v primerih, ko ne želimo, da se konica elektrode pretopi v varilno kopel. Slednje pride v poštev pri višjih amperažah. Dobimo jo tako, da z brusilnikom elektrod najprej ošilimo konico in jo nato odbrusimo, tako da dobimo ravno konico elektrode. Vsak si lahko konico volfram elektrode pripravi glede na njegove potrebe pri varjenju.
1. ↑  »Mike Sammons; veldcraft«. 7. marec 2006. {{navedi časopis}}: Sklic journal potrebuje|journal= (pomoč)